# Lightning (DC Comics)
Pour les articles homonymes, voir Lightning.
Lightning est une super-héroïne de bande dessinée américaine appartenant au monde imaginaire de l'Univers DC. Lightning apparaît en 1996 dans la mini-série Kingdom Come écrite par Mark Waid et illustrée par Alex Ross. Le personnage est introduit officiellement dans l'épisode Justice Society of America, vol. 3 #12 (Mars 2008), écrit par Geoff Johns et illustré par Dale Eaglesham dans l'âge moderne des comics.
Née Jennifer Pierce, c'est une métahumaine dans l'Univers DC. Elle est le deuxième enfant du super-héros Black Lightning et la jeune sœur de Anissa Pierce, l'héroïne connue sous le nom de Thunder. Privée d'utiliser ses pouvoirs jusqu'à la fin de ses études, Jennifer deviendra plus tard un membre de l'équipe de super-héros de la Société de Justice d'Amérique. Elle possède des capacités similaires à celles de son père à savoir la génération et la manipulation de l'électricité ainsi que la capacité de voler.

## Historique de la publication
Lightning apparaît dans la mini-série Kingdom Come, de Mark Waid et Alex Ross, une histoire se déroulant dans un futur dystopique. Elle fait partie de la génération de super-héros sans-lois qui apparaissent après la retraite de Superman. Au cours de l'histoire, Lightning rejoint l'équipe sécrète de Batman. Plus tard, une explosion qui tue la plupart des surhommes a lieu, il est difficile de savoir si elle y survit à la fin de l'histoire.
Une version de Lightning est par la suite introduite dans la chronologie principale de l'Univers DC par Geoff Johns et Dale Eaglesham, à partir de Justice Society of America (vol. 3) #12 (mars 2008).

## Biographie fictive
Jennifer Pierce est la plus jeune fille du super-héros Black Lightning (Jefferson Pierce) et de son ex-épouse, Lynn Stewart. Elle hérite d'un metagene de son père qui provoque l'apparition de super-pouvoirs lorsqu'elle arrive à l'adolescence. Cependant, elle n'a pas la capacité de contrôler correctement ses pouvoirs électriques. Ce qui implique qu'elle crée des court-circuits dans les appareils électroniques qu'elle touche.
Jefferson a au départ interdit à ses filles de suivre ses traces en tant que héros costumé jusqu'à la fin de leurs études. Après avoir vu le chemin difficile que sa fille aînée Anissa a parcouru lors de ses débuts en tant que Thunder, Jefferson décide que Jennifer aura sans doute besoin de conseils. Il contacte la Société de Justice d'Amérique (JSA) en pleine campagne de recrutement.
Lors de son adhésion à la Société de Justice, Jennifer crée immédiatement un lien d'amitié avec Stargirl et Cyclone. Elle attire aussi les intérêts amoureux de Jakeem Thunder, un autre jeune membre de l'équipe. Jennifer n'est pas certaine de son nom de code de super-héros, pensant que sa sœur allait la « tuer » si elle adoptait le nom de Lightning en contrepoint à celui de Thunder. Néanmoins, c'est le nom qu'elle finit par adopter lors de sa première bataille avec la JSA.

### Blackest Night / Brightest Day
Pendant les événements de Blackest Night, Jennifer tente désespérément de lutter, avec ses coéquipiers, contre l'invasion du Corps des Black Lantern à Manhattan. Jennifer et Stargirl tente d'aider Power Girl lors de son combat avec le Black Lantern Kal-El, mais les jeunes héroïnes sont facilement vaincues. Mr. Terrific finit par utiliser les capacités de Lightning dans le cadre d'une bombe massive conçu pour imiter les capacités de Jakeem, ce qui conduit à détruire tous les Black Lanterns dans la ville de New York.
Plus tard, elle apparaît aux côtés  des super héroïnes Stargirl, Supergirl et Batgirl, en tant que membre d'une équipe d'héroïnes créées par Wonder Woman pour repousser une invasion extraterrestre sur Washington D.C.

## Pouvoirs et capacités
Comme son père, Lightning possède le pouvoir de la manipulation de l'électricité. Elle est capable de générer de l'énergie électrique et de projeter des éclairs concentrés de ses mains. Lightning est également capable de voler en générant un champ de répulsion électromagnétique. Lors de la manifestation de ses pouvoirs, Le corps de Jennifer est entouré par une aura électrique avec des pointes d'éclairs sur la tête et dans le dos. Cet effet est involontaire mais Jennifer s'avère capable de revenir à une apparence plus humaine.
Étant encore une jeune héroïne inexpérimentée, Lightning n'a pas le plein contrôle de ses pouvoirs et continue de court-circuiter tout appareil électronique qu'elle touche.

## Apparitions dans d'autres médias

### Télévision
- Une version adolescente de Lightning apparaît dans l'animation Thunder and Lightning de DC Nation Shorts avec la voix de Masasa Moyo.
- Lightning apparaît dans DC Super Hero Girls, en tant que caméo, avec la voix de Kimberly Brooks.
- Jennifer Pierce apparaît dans la série Black Lightning, interprétée par China Anne McClain[4]. Fallyn Brown[5] joue la jeune version de Jennifer[6].